# يوم خانق
يوم خانق يوم من أيام العرب في الجاهلية المبكرة وكان بين مضر وربيعة من جهة وبين قبائل إياد بن نزار من جهة أخرى وخانق اسم موضع من بلاد العرب في تهامة وهو من بلاد كنانة.

## الخبر
ذكر أبو عبيدة البكري ان إياد لم تزل في تهامة ما إخوتها من ربيعة ومضر وما والاها من الديار حتى أوقعت بينهم حرب فتظاهرت مضر وربيعة على إياد فالتقوا بناحية من بلادهم تسمى أرض خانق وهي من بلاد كنانة بن خزيمة فهُزمت إياد وظهرت عليهم مضر وربيعة وخرجوا من تهامة.
وقال في ذلك أحد بني خصفة بن قيس عيلان:
فقال أبو عبيدة فظعنت إياد من منازلها ونزلوا سنداد بناحية سواد الكوفة فأقاموا بها.

## أثر الهجرة على إياد
تركت هجرة إياد من تهامة الى الشام والعراق وغيرها من المواضع اثرا في نفوس شعراؤهم فيذكر الشاعر ثعلبة بن غيلان الإيادي قصيدة يذكر فيها حنينه لمواضع تهامة: